# خوسيه ماوري
خوزيه ماوري (بالإيطالية: José Mauri)‏ هو لاعب كرة قدم إيطالي الجنسية أرجنتيني المولد، حيث أنه مو مواليد 16 مايو 1995 بمدينة رياليكو في الأرجنتين. يلعب كصانع ألعاب في نادي إيه سي ميلان منذ عام 2015 قادماً بصفقة انتقال حر من نادي بارما الذي أشهر إفلاسه.
مثل خوسيه ماوري المنتخب الإيطالي في جميع فئاته السنية، وبدء ماوري مسيرته الكروي بالانضمام لصفوف بارما في سن صغيرة وتدرج في الفئات السنية للنادي إلى أن مثل الفريق الأول لـبارما في موسم 2014 أمام تشيزينا عند دخوله كبديل، وشارك مع بارما في الموسم الماضي في 33 مباراة سجل خلالها هدفين.

## المسيرة الكروية

### مع النوادي

#### بارما
بدأ خوسيه ماوري مسيرته الكروية الاحترافية مع نادي بارما بتاريخ 3 ديسمبر 2013، وذلك خلال الدور الرابع من مباريات كأس إيطاليا؛ حيث دخل كبديل لللاعب جياني موناري عند الدقيقة 73، يُشار إلى أن المباراة انتهت لصالح بارما بـ 4 مقابل هدف وحيد لنادي فاريسي.
في 11 أبريل من سنة 2015، سجل خوسيه هدف الانتصار في المباراة التي جمعت فريقه بنادي يوفنتوس لحساب الدوري الإيطالي.

#### ميلان
وقع خوسيه ماوري في 6 يوليو 2015 عقدا مع نادي إيه سي ميلان يمتد لـ 4 سنوات كاملة، بعدما أصبح لاعبا حرا بسبب إفلاس فريقه السابق بارما.
أول مباراة له في دوري الدرجة الأولى الإيطالي مع ناديه الجديد ميلان كانت بتاريخ 13 مارس 2016 أمام كييفو فيرونا حيث لعب الخمس دقائق الأخيرة فقط، يُشار إلى أن ميلان خرج بنتيجة التعادل السلبي من هذه المباراة. كما خاض اللاعب أول مباراة له في كأس إيطاليا حينما واجه فريقه ميلان نادي كروتوني حيث لعب 99 دقيقة كاملة.

#### إمبولي
في 30 أغسطس من سنة 2016، قام نادي ميلان بإعارة اللاعب ماوري لنادي إمبولي في عقد يمتد لسنة واحدة فقط، ليعود بعد ذلك لناديه السابق ميلان بنفس التاريخ من سنة 2017.

### مع المنتخب
كون جدة اللاعب إيطالية، فماوري كان محتارا بين اختيار تمثيل الأرجنتين أو إيطاليا، في النهاية قرر اللعب بقميص هذا الأخير، لكنه لم يشارك معه في أي مباراة سواء كانت ودية أو رسمية مما دفعه لتغيرر قراره وتفضيله اللعب بقميص منتخب الأرجنتين.

## روابط خارجية
- خوسيه ماوري على موقع قاعدة بيانات كرة القدم.إي يو (الإنجليزية)
- خوسيه ماوري على موقع بيانات كرة القدم. دي إي (الألمانية)
- خوسيه ماوري على موقع Soccerway.com (الإنجليزية)
- خوسيه ماوري على موقع عالم كرة القدم.نت (الإنجليزية)
- خوسيه ماوري على موقع AS.com (الإسبانية)